# Ридольфи, Козимо
Маркиз Козимо Ридольфи (итал. Cosimo Ridolfi; 28 ноября 1794 года, Флоренция — 5 марта 1865 года, там же) — итальянский агроном, политический деятель и филантроп.
В 1847 г. был назначен министром внутренних дел и финансов в либеральном министерстве, образованном великим герцогом тосканским. В начале 1848 г. Ридольфи усмирил восстание в Ливорно и был назначен главой правительства (министром-президентом), но вскоре променял это звание на пост посланника в Париже и Лондоне.
Принимал деятельное участие в восстании 1859 года как министр во временном правительстве Тосканы. После утраты Тосканой государственности назначен в 1860 году членом итальянского сената.